# Danny Green (Pianist)
Danny Green (* 12. September 1981) ist ein amerikanischer Jazzmusiker (Piano, Komposition).

## Leben und Wirken
Green wuchs in einer Akademikerfamilie auf; sein Vater war als Biologieprofessor an der University of California, San Diego, tätig. Als Kind begann er mit Klavierunterricht, den er bis zum 12. Lebensjahr fortsetzte, als er sich für Grunge Rock interessierte. Zwei Jahre später schloss er sich einer Skaband an, in der er erste Improvisationserfahrungen machte. Als er um die Jahrtausendwende den Dokumentarfilm über den Buena Vista Social Club von Wim Wenders sah, begann er sich für kubanische Musik zu interessieren und in lokalen Salsabands zu spielen. Er absolvierte den Bachelorstudiengang für Jazz-Piano an der University of California, wo er bei Kamau Kenyatta studierte. Durch einen Kurs über brasilianische Musik, den er im Studium belegte, begann er sich für die Musik Brasiliens zu interessieren. Green erwarb später einen Master-Abschluss in Jazz Studies an der San Diego State University, wo er bei Rick Helzer studierte. Dort wurde er als Outstanding Graduate und einige Jahre später als Alumni to Watch ausgezeichnet.
Green, der weiterhin in San Diego blieb, veröffentlichte 2009 sein Debütalbum With You In Mind, das international im Radio gespielt wurde und auf Platz 18 der amerikanischen Jazz-Charts kam. 2012 folgte im Quartett (mit Justin Grinnell am Bass, Julien Cantelm am Schlagzeug und Tripp Sprague am Saxophon sowie Gastkünstlern) sein Album A Thousand Records bei Tapestry Records, das gleichfalls in die amerikanischen Jazzcharts gelangte und die Kritik überzeugte.
2014 erschien mit dem Danny Green Trio (bestehend aus Green, Grinnell und Cantelm), das Album After the Calm, das  bei den San Diego Music Awards 2015 als „bestes Jazz-Album“ ausgezeichnet wurde.
Das Trio nahm 2016 das Album Altered Narratives mit dem Produzenten Matt Pierson auf, bei drei Stücken verstärkt um ein Streichquartett. Das Album blieb vierzehn Wochen lang in den Top-50 der amerikanischen Jazzcharts der Jazzwoche und brachte weltweit Lob von der Kritik. 2018 folgte das Album One Day It Will vom Danny Green Trio Plus Strings, das hohe Aufmerksamkeit bei Down Beat und National Public Radio erzielte, aber kommerziell weniger erfolgreich war. Mit seinem Trio begleitete er weiterhin Sänger Leonard Patton (Heard and Seen).